# حديقة حي اليرموك
حديقة حي اليرموك هي حديقة تقع في حي اليرموك في محافظة الأحساء في المملكة العربية السعودية، وهي ضمن مشروع أنسنة المدن.

## المشروع
تشمل إنشاء النوافير المائية وزراعة الأشجار والمسطحات الخضراء، وإنشاء دورات مياه عامة، ويتضمن تخصيص مساحة لكل حديقة للألعاب الرياضية وتعزيز رياضة المشي، مع تخصيص مساحة مظللة لألعاب الأطفال بكل موقع، ومراعاة حركة واحتياجات ذوي الإعاقة.
ويهدف هذا المشروع إلى تعزيز البعد الأنساني بالمدينة، وخلق بيئة ملائمة للسكان ومرتادي المواقع الغامة ولزيادة الغطاء النباتي، ورفع معدل نصيب الفرد من المسطحات الخضاء.
ويضم هذا المشروع أيضاً، حديقة حي الفيصل، وحديقة الكوت، وحديقة طريق الملك عبد الله، وحديقة حي الشروفية، وحديقة الطرف، وحديقة حي البستان.